# Tails’ Skypatrol
Tails’ Skypatrol (яп. テイルスのスカイパトロール Тэйрусу но Сукайпаторо:ру, с англ. — «Небесный патруль Тейлза») — видеоигра серии Sonic the Hedgehog в жанре shoot 'em up, разработанная компаниями SIMS и JSH и изданная Sega эксклюзивно для портативной игровой консоли Sega Game Gear 28 апреля 1995 года только на территории Японии. В 2003 году Tails’ Skypatrol вошла в игру Sonic Adventure DX: Director’s Cut для GameCube и Windows в качестве мини-игры, а в 2005 году вошла в состав сборника Sonic Gems Collection для PlayStation 2 и GameCube.
Игра является ответвлением от серии Sonic the Hedgehog, главным героем выступает лисёнок Тейлз, а не ёж Соник. По сюжету ведьма по имени Витчкарт захватывает остров и объявляет себя его хозяйкой, а всех неугодных ей собирается превратить в магические кристаллы. Тейлз, видя это, решается спасти остров. В Tails’ Skypatrol игрок управляет Тейлзом, и должен управлять им во время полёта, избегая препятствия, собирая предметы на уровнях и уничтожая врагов.
Tails’ Skypatrol стала второй игрой серии, где главным героем является лис Тейлз, а не главный персонаж франшизы Соник, и разрабатывалась как ответвление от основной серии игр. Проект получил неоднозначные отзывы от игровой прессы. Из достоинств игры критики называют игровой процесс, но из недостатков отмечают графику и управление.

## Игровой процесс

Тейлз на уровне «Training Area». Игрок должен управлять персонажем во время полёта и использовать кольцо для взаимодействия с игровыми объектами

Tails’ Skypatrol представляет собой игру в жанре shoot 'em up, в которой игрок управляет лисом Тейлзом во время полёта. По сюжету игры злая ведьма по имени Витчкарт (англ. Witchcart) захватывает остров, на который прибыл главный герой, и объявляет себя его хозяйкой, а всех, которые ей неугодны, собирается превратить в кристаллы. Тейлз собирается остановить Витчкарт и спасти остров.
Игрок управляет Тейлзом, который постоянно находится в полёте, а уровни выполнены с прокручивающимся сайд-скроллингом, тем самым лис летит вперёд по заранее отведённому пути. Всего нужно пройти пять игровых уровней («Training Area», «Rail Canyon», «Ruin Wood», «Metal Island» и «Dark Castle»). В конце каждого уровня, кроме «Training Area», персонаж должен победить боссов-приспешников Витчкарт (Фокквульф (англ. Fockewulf), Бэрейнджер (англ. Bearenger) и Кэрротия (англ. Carrotia)), а на последнем уровне предстоит победить саму Витчкарт. Игроку нужно избегать столкновения с землёй и другими препятствиями, в противном случае теряется жизнь. Также жизнь теряется, если у Тейлза кончилась энергия, индикатор которой указан в левом верхнем углу. Энергию можно пополнять, собирая на уровнях конфеты, которые могут лежать от одной до трёх штук за один раз. Если игрок заработает в игре 10 и 30 тысяч очков, то получает дополнительную жизнь.
На протяжении игры Тейлз держит в руке кольцо, благодаря которому он может взаимодействовать с такими предметами, как гири, вагонетки, воздушные шары и другими. С помощью этого кольца также можно пробивать стены и уничтожать врагов. Если игрок ударяется о врага или подвергается атаке, то лис будет терять высоту, и нужно быстро нажимать на кнопки, чтобы не потерять жизнь. С помощью кольца также можно ударять колокольчики, разбросанные по уровню. Если это сделать, то игрок продолжит с того места, где этот колокольчик находится, а не начинать уровень заново. На уровнях могут находиться различные бонусные предметы, дающие игроку дополнительные очки и другие возможности.

## Разработка и выход игры
В отличие от других игр серии Sonic the Hedgehog, в разработке Tails’ Skypatrol принимала участие японская студия SIMS, специализирующаяся на выпуске консольных видеоигр, а также компания JSH, но при этом издателем выступила Sega, давшая лицензию на игру. Tails’ Skypatrol стала второй игрой серии, главным героем которой является лис Тейлз, а не ёж Соник (первой была Tails and the Music Maker), а игровая механика заметно отличается от других частей Sonic the Hedgehog и содержит многочисленные элементы жанра shoot 'em up. Релиз состоялся 28 апреля 1995 года только на территории Японии эксклюзивно для портативной игровой приставки Sega Game Gear. Документация поставлялась с игрой на японском языке, в то же время интерфейс в самой игре был на английском языке.
Долгое время Tails’ Skypatrol не выпускалась на территории других государств, однако в 2003 году она вошла в игру Sonic Adventure DX: Director’s Cut для консоли GameCube и для PC-совместимых компьютеров на платформе Windows как открываемая мини-игра. В 2005 году Tails’ Skypatrol вошла в состав сборника Sonic Gems Collection, который был выпущен для игровых консолей PlayStation 2 и GameCube. В сборнике также содержится оригинальная документация игры на японском языке.

## Оценки и мнения
| Иноязычные издания | Иноязычные издания |
| Издание            | Оценка             |
| ------------------ | ------------------ |
| Famitsu            | 22/40              |
| Sega-16            | 7/10               |

Tails’ Skypatrol получила смешанные отзывы критиков. В японском журнале Famitsu оригинальная версия была оценена в 22 балла из 40 возможных. Критик сайта Sega-16, Аарон Уилкотт, назвал Tails’ Skypatrol весьма необычной игрой и отметил простой интерфейс, управление и неплохую идею, хоть и заметил, что игра не дотягивает до других игр-шутеров, в итоге поставив оценку в 7 баллов из 10. Обозреватель сайта Game Revolution, оценивая Sonic Adventure DX: Director’s Cut, назвал Tails’ Skypatrol вместе с остальными играми приставки Sega Game Gear хорошим дополнением и положительно отозвался об эмуляции.
Джереми Пэриш из 1UP.com негативно отозвался об игре и назвал Tails’ Skypatrol в сборнике Sonic Gems Collection «мусором» и «я не хочу играть в это даже на Game Gear, не говоря уже о GameCube». Рецензент Том Бромвелл из сайта Eurogamer критиковал плохое качество графики на большом телевизоре, но в целом назвал Tails’ Skypatrol «терпимой» игрой. Обозреватель из GameZone наоборот, позитивно отозвался о Tails’ Skypatrol, назвав её самой интересной среди Game Gear игр в Sonic Gems Collection, положительно оценив игровой процесс с акцентом на решение головоломок.

### Влияние
Tails’ Skypatrol стала второй игрой серии Sonic the Hedgehog, в которой главным героем выступает лис Тейлз. В том же, в 1995 году была разработана Tails Adventure, третья и последняя игра, в которой главным игровым персонажем тоже является Тейлз. Главный антагонист Tails’ Skypatrol, ведьма Витчкарт позже появилась в комиксах Sonic the Hedgehog издательства Archie Comics.